# Zamarada amicta
Zamarada amicta är en fjärilsart som beskrevs av Louis Beethoven Prout 1915. Zamarada amicta ingår i släktet Zamarada och familjen mätare. Inga underarter finns listade i Catalogue of Life.